# بختاجرد
بختاجرد، مرکز دهستان بختاجرد روستایی کهن از توابع بخش مرکزی شهرستان داراب در استان فارس ایران است که در فاصله ده کیلومتری این شهر قرار دارد .نام این روستا در اصل پاختاگرد و به معنای شهر معماران بوده است و احتمالا مهندسین و معمارانی که ساخت شهر دارابگرد را بر عهده داشته اند در این مکان سکونت داشته اند و به همین دلیل به این نام شهرت یافته است . 
این روستا یکی از مناطق خوش و آب هوای شهرستان داراب و دارای امکانات بسیار خوبی از جمله آب، برق، گاز، تلفن و راه و خیابانهای آسفالت و چمن مصنوعی است.
علاوه بر باغهای مرکبات در زمین‌های کشاورزی این روستا کشت گندم و ذرت و پنبه صورت می گیرد . البته به دلیل خشکسالی های اخیر و کم آبی کشاورزی روستا با کاهش سطح زیر کشت روبرو شده است.همچنین دانشکده کشاورزی شهرستان داراب نیز در این روستا واقع شده است.

## جمعیت
این روستا در دهستان بختاجرد قرار دارد و براساس سرشماری مرکز آمار ایران در سال ۱۳۹۰، جمعیت آن ۱۳۰۰نفر (۲۵۰خانوار) بوده‌است.

## واژه‌شناسی
در لغت‌نامه دهخدا آمده‌است که بختاجرد به معنی قریه‌ای است در دو فرسنگی جنوبی شهر داراب. 
بختاجرد را در گذشته با نام "پاختاگرد" و به معنی محل اسکان معماران می شناختند(پاختا=معماران . گرد=محل اسکان)